# Christiane Willms
Christiane Charlotte Willms (* 1973 in Bochum) ist eine deutsche Erzählerin und Sprecherzieherin. Seit 2021 ist sie Professorin für Sprechen und Sprachgestaltung am Schauspielinstitut der Universität für Musik und darstellende Kunst Graz.

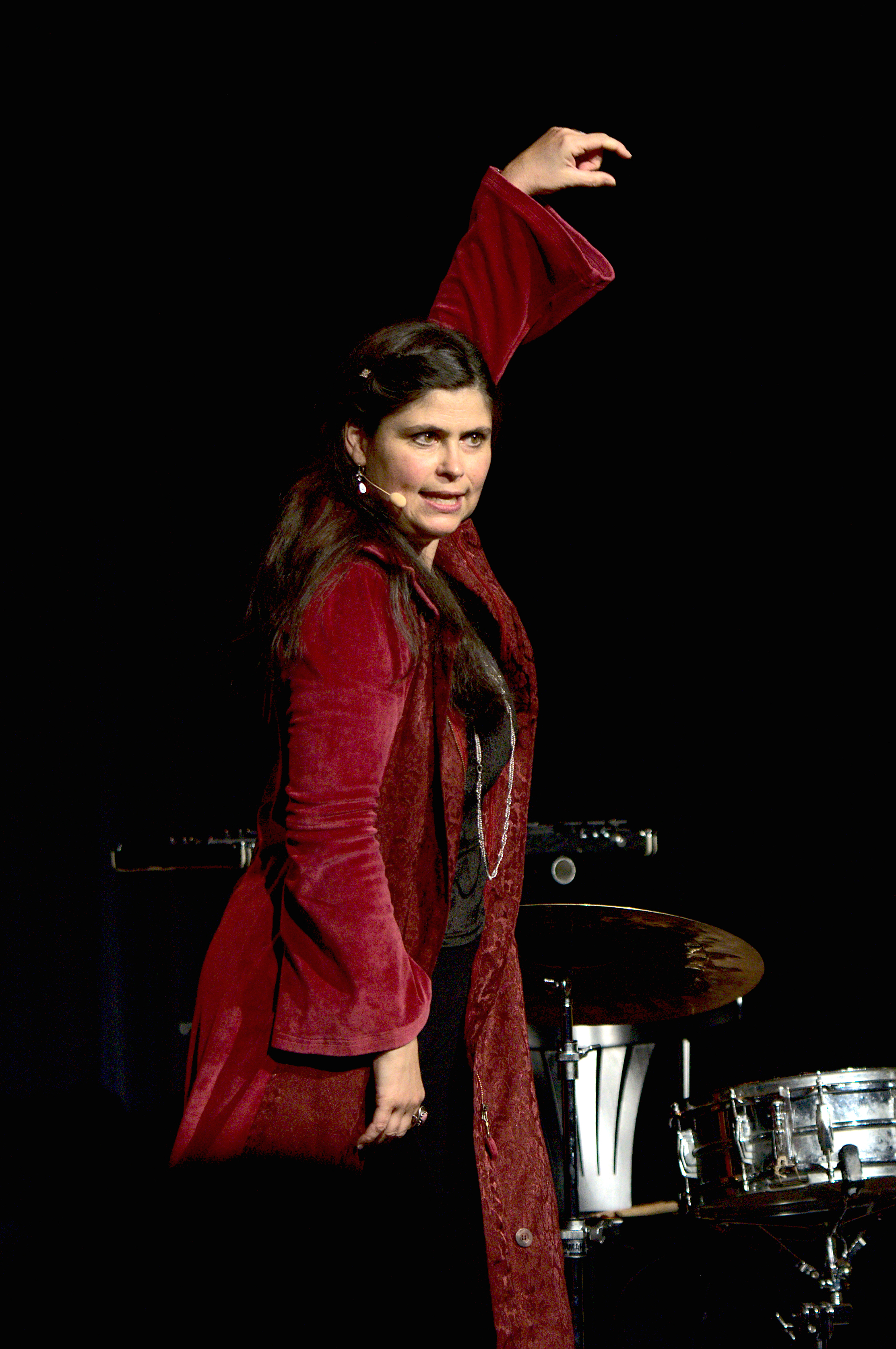

## Leben und Wirken
Christiane Willms studierte Deutsch, Mathematik und Musik in Münster sowie Diplom-Sprecherziehung und -Sprechkunst an der Hochschule für Musik und darstellende Kunst Stuttgart. An der Universität Münster kam sie über Jürgen Janning zum Erzählen und gab ihr Bühnendebüt 1994 bei den Münsterschen Märchenwochen, wo sie in den folgenden 25 Jahren regelmäßig auftrat.
Nachdem sie mit texttreuem Erzählen von Volksmärchen begonnen hatte, konnte sie sich als Vertreterin des „freien Erzählens“ im deutschsprachigen Raum einen Namen machen. Während sich das texttreue Erzählen (siehe Nacherzählung) auf eine verbindliche literarische Vorlage beruft, wird beim freien Erzählen die Geschichte von der Person des Erzählers/der Erzählerin in eigene Worte und Bilder gekleidet und frei sprechend dargeboten. Variationen ergeben sich nicht zuletzt aus der Interaktion mit den Zuhörenden.
Als Erzählerin trat Christiane Willms bei privaten und öffentlichen Veranstaltungen in Deutschland und Österreich, sowie in Frankreich, Rumänien, Israel und Südafrika in Erscheinung. Auftritte in der Kölner Philharmonie, Philharmonie Konstanz, Staatsbad Norderney, Linden-Museum Stuttgart, Staatsgalerie Stuttgart, Neue Synagoge Gelsenkirchen, Planetarium und Naturkundemuseum Münster, Schlosstheater Ludwigsburg, Zirkus Florentine Tel Aviv (Auswahl). Sie gastierte bei Erzählfestivals wie grazERZÄHLTgeschichten, Festival der Träume Innsbruck und Internationales Erzählkunstfestival Innsbruck, Internationales Erzählfestival Stuttgart, Münstersche Märchenwoche, Düsseldorfer Märchenwoche, Thüringer Märchen- und Sagenfest, Märchenfest Blühendes Barock Ludwigsburg und vielen anderen. Für die Philharmonie Köln entwickelte sie zusammen mit einem Jazz- und einem Klezmerensemble Erzählkonzerte (2018–2020), die unter anderem während des Festivals Acht Brücken zur Aufführung kamen.
Als Dozentin für Erzählen, Sprechkunst und Sprecherziehung war sie an den künstlerischen Hochschulen in Köln und Stuttgart sowie an den Pädagogischen Hochschulen Ludwigsburg und Schwäbisch Gmünd tätig und ist Gastdozentin für die Akademie der Kulturellen Bildung Remscheid, das Figurentheaterkolleg Bochum und die Europäische Märchengesellschaft.
Seit dem Sommersemester 2021 ist sie an der Kunstuni Graz als Universitäts-Professorin im Fach Sprechen und Sprachgestaltung zuständig für Studierende der Studiengänge Schauspiel und Gesang.

## CD- und DVD-Veröffentlichungen
- Worte sind der Seele Bild, CD mit Lyrik zum Buch, hrsg. von Jürgen Janning, gesprochen von Jürgen Janning und Christiane Willms (2003)
- Und meine Seele spannte weit ihre Flügel aus – Märchen und Lyrik gesprochen von Jürgen Janning und Christiane Willms (2005)
- Deutsche Sprecherin der Bilderbuch-DVDs mit den Geschichten des reiselustigen Kuschelhasen Felix: Annette Langen & Constanza Droop -

1. Briefe von Felix und andere Geschichten, Tivola,  ISBN 978-3-89887-315-4 (2008)
2. Abenteuerliche Briefe von Felix, Tivola,  ISBN 978-3-89887-317-8 (2009)
3. Neue Briefe von Felix (2008)
- Was der Truthahn kann – Christiane Willms erzählt. Märchen, Geschichten und Lieder (2010)
- Komm mit ins Märchenland – Christiane Willms erzählt. Märchen, Geschichten und Lieder für Kinder von 3 bis 103 (2016)